# Здравствено осигурање
Здравствено осигурање је систем за покривање трошкова здравствене заштите унапред, преко доприноса (Бизмарков систем) или пореза (Бевериџов систем) који се уплаћују у заједнички фонд или завод здравственог осигурања за све или неке здравствене услуге одређене законом, подзаконским актима или полисом осигурања (код приватног осигурања). Здравствено осигурање може се односити на ограничен или свеобухватни распон здравствених услуга и може служити као потпуно или делимично покривање трошкова одређене услуге, лека или медицинског средства. Повластице се могу састојати у праву на одређене здравствене услуге или на рефундацију осигуранику за одређене трошкове. Државно здравствено осигурање уређује и води држава, приватно осигурање је такође уређено законом и вођено од стране осигуравајућег друштва или неке друге приватне агенције која за то има дозволу. Здравствено осигурање може бити обавезно и добровољно. Обавезно здравствено осигурање покрива основни пакет здравствених услуга прописаних законом. Добровољно осигурање је оно осигурање које закључују она лица која нису обавезно осигурана по закону, било за основни или додатни пакет услуга (додатно осигурање).
Најважнији принцип здравственог осигурања је принцип солидарности. Сваки осигураник и осигурано лице добијају исправу у виду здравствене књижице, картице, смарт картице и сл.